# Bartłomiej Chŏng Mun-ho
Bartłomiej Chŏng Mun-ho (kor. 정문호 바르톨로메오) (ur. 1801 w Imcheon w Korei; zm. 13 grudnia 1866 w Jeonju w Korei) – koreański męczennik, święty Kościoła katolickiego.
Urodził się w Imcheon w prowincji Chungcheong. Był gubernatorem regionu, jednak po przyjęciu chrztu zrezygnował z urzędu. Podczas prześladowania katolików w Korei został aresztowany wraz z sześcioma innymi osobami 3 grudnia 1866 roku. Pomimo namów i tortur nie wyrzekł się wiary. Z tego powodu został ścięty 13 grudnia 1866 roku razem z 5 innymi katolikami (Piotrem Cho Hwa-sŏ, Piotrem Son Sŏn-ji, Piotrem Yi Myŏng-sŏ, Józefem Han Wŏn-sŏ i Piotrem Chŏng Wŏn-ji).
Dzień jego wspomnienia przypada 20 września (w grupie 103 męczenników koreańskich) oraz w dzienną rocznicę śmierci.
Beatyfikowany 6 października 1968 r. przez Pawła VI, kanonizowany 6 maja 1984 r. w Seulu przez Jana Pawła II w grupie 103 męczenników koreańskich.